# Suawoude
Suawoude (officieel (Fries): Suwâld, [sö’vɔ:t]) is een dorp in de gemeente Tietjerksteradeel in de Nederlandse provincie Friesland.
Het ligt tien kilometer ten zuidoosten van Leeuwarden en ten zuidwesten van Bergum, op de rand van de Friese Wouden. In 2023 telde het dorp 625 inwoners.

## Geschiedenis
In 1481 werd de plaats vermeld als Suwald. De plaats zelf is minstens een paar eeuwen ouder, de Sint-Georgiuskerk in het dorp stamt uit de 12e eeuw. In 1511 werd de plaats zowel vermeld als Zuwawolt als Suuold, in 16178 als Suawold en in 1786 als Zuwoude. De plaats is ontstaan op een vlakke maar smal en langgerekte zandrug net ten westen van de Wijde Ee. De plaatsnaam verwijst naar het feit dat bij een moerasbos (wald) was gelegen ten zuiden (su) van Trijnwouden.

## Voorzieningen
In het dorp staat het dorpshuis de Suderfinne met de jeugdsoos It Pypke en de basisschool De Triangel. In Suawoude zijn diverse ateliers.
Ook beschikt Suawoude over het eerste fiets-en-voetveer op zonne-energie ter wereld, de zonnepont Schalkediep, met veerdienst over het Prinses Margrietkanaal naar Garijp. Nabij de afvaart is ook een kiosk met terras en jachthaven De Trijesprong gevestigd. In het dorp is er geen openbaar vervoer.

## Sport
Sinds 1974 heeft het dorp een eigen voetbalvereniging SV Suawoude, er is ook gelijknamige volleybalvereniging. Verder kent het dorp de schaakclub Gezellig Samenzijn en de biljartclub Keu’s Genoeg.

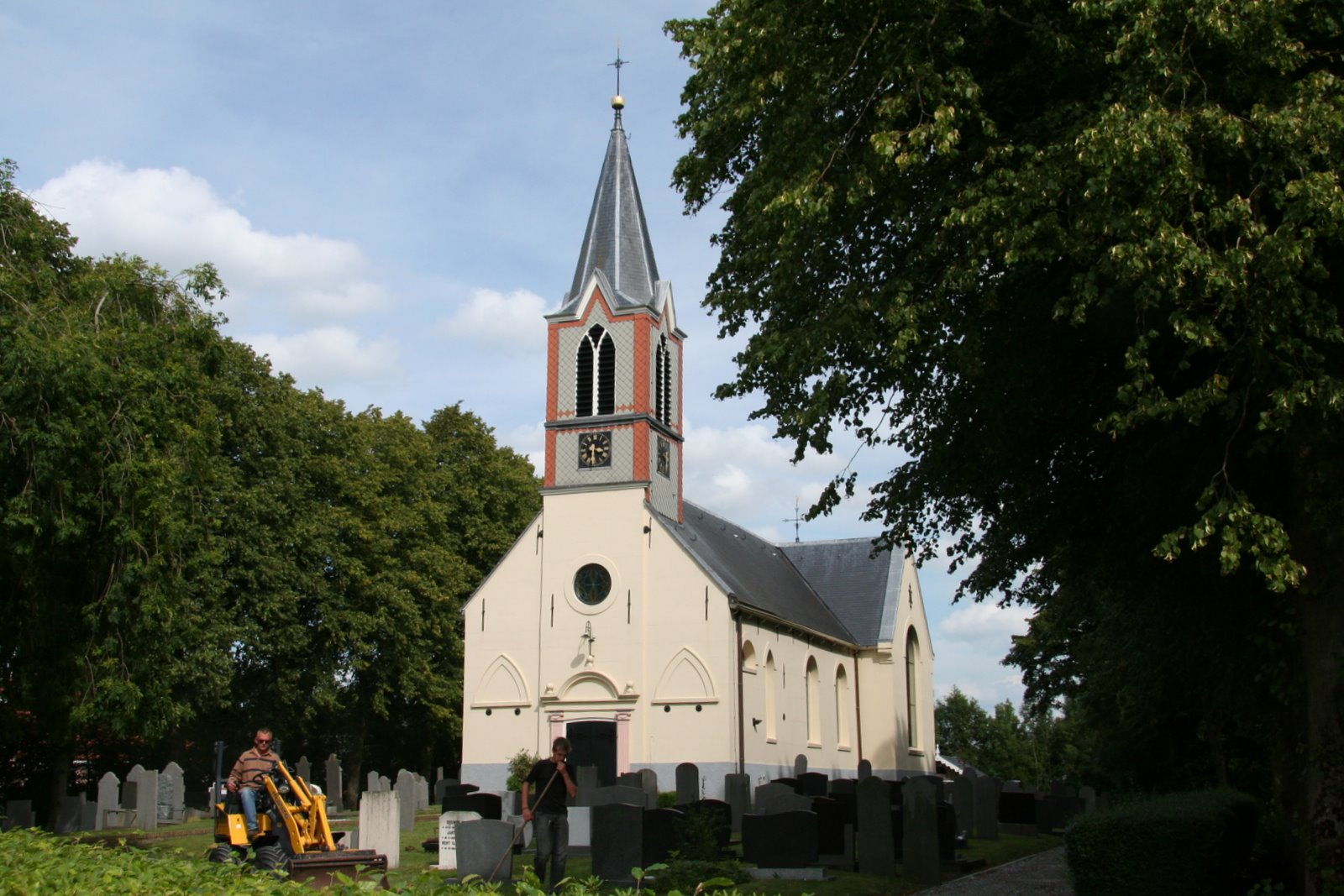
Sint-Georgiuskerk
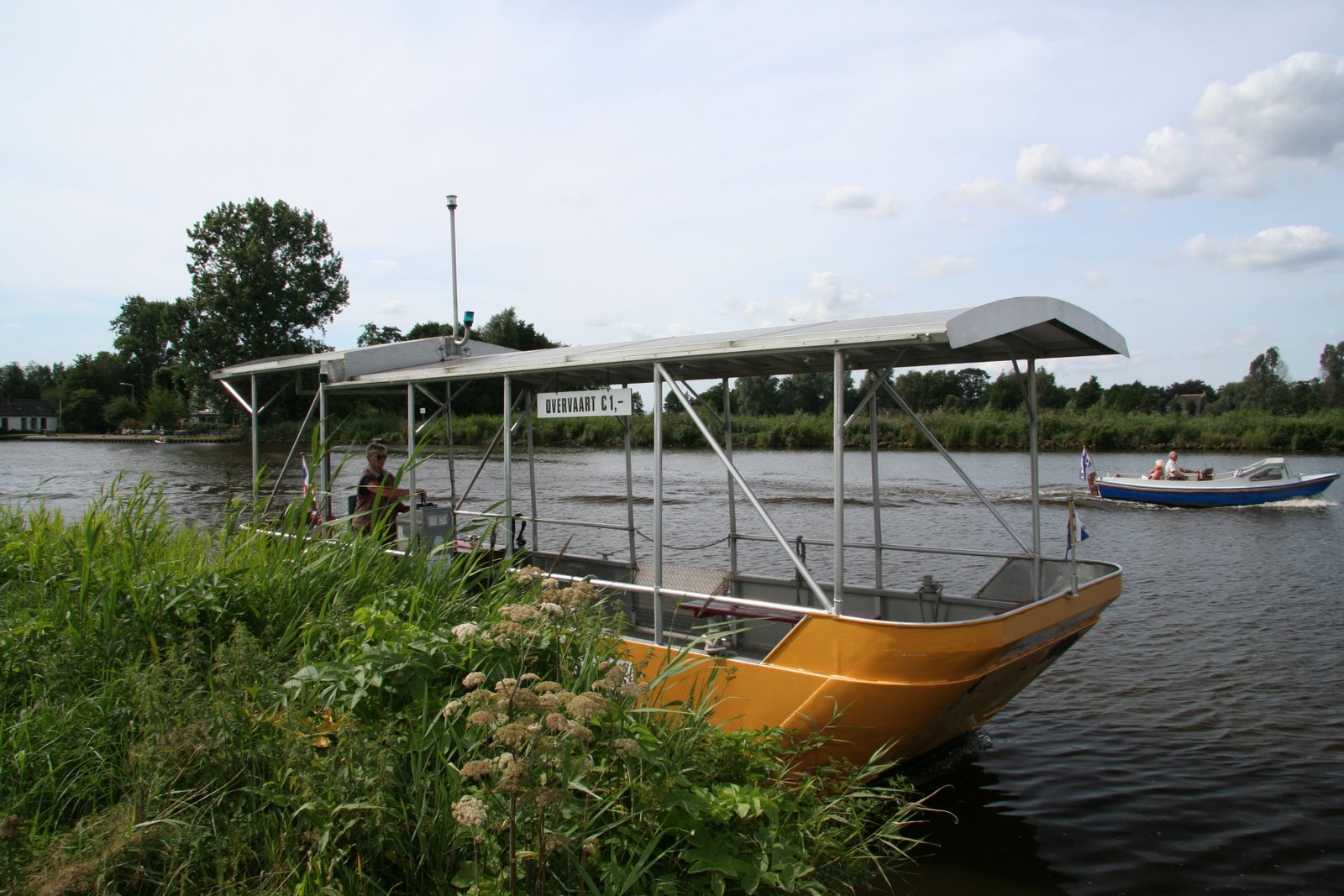
Fiets- en voetveer

## Geboren in Suawoude
- Petrus Overney, Nederlandse bronsgieter en klokkengieter.